# Буйневичи
Буйневи́чи (бел. Буйнявічы) — деревня в Барановичском районе Брестской области Белоруссии. Входит в состав Почаповского сельсовета.

## География
Расположена в 22 км (36,5 км по автодорогам) к северо-западу от центра Барановичей, на расстоянии 7 км (10 км по автодорогам) к юго-востоку от центра сельсовета, агрогородка Почапово, рядом с истоком реки Мышанки. Действует дом социальных услуг.

## История
В 1909 году — деревня (47 дворов, 296 жителей) и имение (1 двор, 1 житель) Почаповской волости Новогрудского уезда Минской губернии.
После Рижского мирного договора 1921 года — в составе гмины Почапово Новогрудского повета Новогрудского воеводства Польши.
С 1939 года — в составе БССР, в 1940–62 годах — в Городищенском районе Барановичской, с 1954 года Брестской области. Затем — в Барановичском районе. С конца июня 1941 года по июль 1944 года была оккупирована немецко-фашистскими войсками.

## Население
| Численность населения (по переписи) | Численность населения (по переписи) | Численность населения (по переписи) | Численность населения (по переписи) | Численность населения (по переписи) |
| 1909                                | 1921                                | 1999                                | 2009                                | 2019                                |
| ----------------------------------- | ----------------------------------- | ----------------------------------- | ----------------------------------- | ----------------------------------- |
| 296                                 | ↘284                                | ↘64                                 | ↘32                                 | ↘20                                 |